# Театр Старого Баскина
Театр Старого Баскина (эст. Vana Baskini Teater) — театр драмы в столице Эстонии, Таллине, основанный в 2005 году актёром и режиссёром Эйно Баскиным. Театр специализируется, главным образом, на постановках комического содержания.
Зал театра расположен в доме по адресу ул. Татари 12, Таллин. Юридический адрес театра: Tartu mnt. 55-41, 10115 Tallinn.
Художественный руководитель театра — Аарне Валмис (Aarne Valmis). До своей смерти в 2015 году художественным руководителем театра был его основатель, Эйно Баскин.
В 2006 году в Театре Старого Баскина в качестве приглашённого режиссёра работал Народный артист России Марк Розовский.
30 октября 2009 года эстрадное представление Театра старого Баскина «Мусорный ящик-3, или Эстонская мазурка» при полном аншлаге было сыграно на сцене только что открывшегося таллинского концертного зала Nokia, вмещающего 1800 зрителей, при этом билеты были проданы задолго до этого. В концертном зале Nokia театр даёт три-четыре спектакля в месяц, всего же по стране Театр старого Баскина даёт 20-22 представлений в месяц.